# Winchester Model 1897
Die Winchester Model 1897 ist eine Vorderschaftrepetierflinte mit außen liegendem Schlagstück (Hammer) und einem unter dem Lauf angebrachten Röhrenmagazin. Sie wurde im Kaliber 12 und 16 in verschiedenen Lauflängen gefertigt.

## Beschreibung
Die M1897 war eine Weiterentwicklung der Winchester Model 1893, die von John Browning entwickelt worden war.
Es handelte sich dabei um die erste kommerziell erfolgreiche Vorderschaftrepetierflinte, die industriell hergestellt wurde. Vom Jahre 1897 bis zum Produktionsstopp im Jahre 1957 wurden über eine Million Waffen dieses Typs in verschiedenen Ausführungen gefertigt. In den 1910er Jahren waren sie mit dem Modell Winchester Modell 1897 mit den Varianten RF 1 und RF 2 in Deutschland als Katalogware bekannt.
Die Winchester Model 1897 gehört, wie zum Beispiel auch die M1912 oder die Ithaca M37, zu den eher wenigen Waffen, bei denen bei gedrückt gehaltenem Abzug der nächste Schuss sofort ausgelöst wird, wenn er nachgeladen wird. Dies wurde „slamfire“ genannt.

## Militärische Nutzung

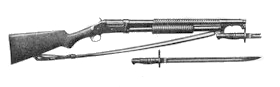
Winchester Model 1897 Trench Gun

Die US-Armee benutzte die M1897 im Kaliber 12 erstmals ab 1900 im Philippinisch-Amerikanischen Krieg und später während der Mexikanischen Expedition. In einer kurzläufigen, auch als Trench Gun bekannten Ausführung kam die Flinte im Ersten Weltkrieg zum Einsatz. Besonders hervorzuheben ist der gelochte Hitzeschild über dem Lauf und die Möglichkeit, ein Bajonett zu befestigen. Gesamtlänge 1000 mm, Lauflänge 495 mm, Gewicht mit leerem Magazin 3,3 kg.
Ihr sechs Schuss fassendes Magazin machte diese Waffe zu einer gefährlichen Nahkampfwaffe (s. Grabenkrieg im Ersten Weltkrieg).
Auch im Zweiten Weltkrieg wurde sie noch in kleiner Stückzahl von der U.S. Army und dem U.S. Marine Corps eingesetzt.